# 2013 au Canada
2010 au Canada - 2011 au Canada - 2012 au Canada - 2013 au Canada - 2014 au Canada
2010 au Nouveau-Brunswick - 2011 au Nouveau-Brunswick - 2012 au Nouveau-Brunswick - 2013 au Nouveau-Brunswick - 2014 au Nouveau-Brunswick
2010 au Québec - 2011 au Québec - 2012 au Québec - 2013 au Québec - 2014 au Québec
2010 par pays en Amérique - 2011 par pays en Amérique - 2012 par pays en Amérique - 2013 par pays en Amérique - 2014 par pays en Amérique
Pour un article plus général, voir Chronologie du Canada.
Cet article traite des événements qui se sont produits durant l'année 2013 au Canada.

## Gouvernements
Exécutif :
- Monarque - Élisabeth II
- Gouverneur général - David Johnston
- Commissaire du Nunavut - Edna Elias
- Commissaire des Territoires du Nord-Ouest - George Tuccaro
- Commissaire du Yukon - Doug Phillips
- Lieutenant-gouverneur de l'Alberta - Donald Ethell (en)
- Lieutenant-gouverneur de la Colombie-Britannique - Judith Guichon
- Lieutenant-gouverneur de l'Ontario - David Onley
- Lieutenant-gouverneur de l'Île-du-Prince-Édouard - Frank Lewis
- Lieutenant-gouverneur du Manitoba - Philip Lee
- Lieutenant-gouverneur du Nouveau-Brunswick - Graydon Nicholas
- Lieutenant-gouverneur de la Nouvelle-Écosse - John James Grant
- Lieutenant-gouverneur du Québec - Pierre Duchesne
- Lieutenant-gouverneur de la Saskatchewan - Vaughn Solomon Schofield
- Lieutenant-gouverneur de Terre-Neuve-et-Labrador - John Crosbie puis Frank Fagan

Législatif :
- Premier ministre du Canada - Stephen Harper
- Premier ministre de l'Alberta - Alison Redford
- Premier ministre de la Colombie-Britannique - Christy Clark
- Premier ministre du Manitoba - Greg Selinger
- Premier ministre du Nouveau-Brunswick - David Alward
- Premier ministre de Terre-Neuve-et-Labrador - Kathy Dunderdale
- Premier ministre de la Nouvelle-Écosse - Darrell Dexter puis Stephen McNeil
- Premier ministre de l'Ontario - Dalton McGuinty puis Kathleen Wynne
- Premier ministre de l'Île-du-Prince-Édouard - Robert Ghiz
- Premier ministre du Québec - Pauline Marois
- Premier ministre de la Saskatchewan - Brad Wall
- Premier ministre des Territoires du Nord-Ouest - Bob McLeod
- Premier ministre du Nunavut - Eva Aariak puis Peter Taptuna
- Premier ministre du Yukon - Darrell Pasloski

## Évènements

### Janvier 2013
- Samedi 26 janvier : Kathleen Wynne remporte l'élection à la direction du Parti libéral de l'Ontario (en), après 3 tours de scrutin à Toronto. Pour la première fois dans l'histoire canadienne, le dernier tour est disputé par deux femmes.

### Février 2013
- Dimanche 3 février : l'usine de la fromagerie de Saint-Albert dans les Comtés unis de Prescott et Russell fut détruit par un incendie. Personne n'a été blessé et la Police provinciale mène une enquête[1].

- Lundi 4 février : la Monnaie royale canadienne ne distribue plus la pièce de un cent[2].

- Lundi 11 février, Ontario : Kathleen Wynne est assermentée première ministre de l'Ontario. Elle avait gagné son élection à la chefferie libérale (en). Elle devient la première femme première ministre en Ontario et la première homosexuelle à gouverner une province canadienne. Pour la première fois dans l'histoire canadienne, provinces ou territoires ont simultanément des femmes premières ministres.
- 20 au 27 février : Championnats du monde juniors de ski alpin au Mont Sainte-Anne et au Massif de Charlevoix.

### Mars 2013
- Mercredi 13 mars : Chris Hadfield devient le premier Canadien à être commandant à bord de la Station spatiale internationale (SSI). Il succède à l'Américain de la NASA Kevin A. Ford.

- Jeudi 14 mars : après la controverse sur les dons de campagne électorale au cours de l'élection de 2011, Peter Penashue démissionne du poste de ministre des Affaires intergouvernementales et député de Labrador afin d'être réélu à l'élection partielle.

- Mardi 19 mars : Frank Fagan devient lieutenant-gouverneur de Terre-Neuve-et-Labrador. Il succède à John Crosbie.

- Jeudi 21 mars, Alberta : un carambolage massif sur l'autoroute 2, lié à des conditions de tempête hivernale, blesse environ 100 personnes.

### Avril 2013
- Du 2 au 9 avril : Championnat du monde féminin de hockey sur glace à Ottawa en Ontario.
- Du 4 au 13 avril : Affaire Rehtaeh Parsons (en)

- Dimanche 14 avril : Justin Trudeau devient chef du Parti libéral du Canada lors de l'Élection à la direction du Parti libéral du Canada (en) à Ottawa en Ontario.

- Mercredi 17 avril : inauguration du Musée Grévin Montréal[3].

- Mardi 16 avril, Colombie-Britannique : la Première ministre Christy Clark annonce des élections générales pour le 14 mai.

### Mai 2013
- 3 au 9 mai : Premier Canadian Spring Championship du World Poker Tour au Playground Poker Club à Kahnawake

- Lundi 13 mai : la candidate libérale Yvonne Jones remporte l'élection partielle fédérale de Labrador.

- Mardi 14 mai : le Parti libéral de la Colombie-Britannique remporte le quatrième mandat majoritaire de son histoire lors de l'élection provinciale britanno-colombienne. Le NPD de la C.B. demeure encore à l'opposition officielle, perdant deux sièges, et le Parti vert de la C.B. remporte le premier siège de son histoire. Le premier parti vert provincial fait son entrée par la voie électorale à une assemblée législative provinciale au Canada.

- Vendredi 31 mai : quatre personnes périssent dans l'écrasement d'un hélicoptère du service d'ambulances par hélicoptère ontarien ORNGE, dans la région de Moosonee, en Ontario.

### Juin 2013
- 13 juin : Coupe des nations de saut d'obstacles à Calgary
- Des inondations hors normes provoquent des dommages évalués à quelques milliards de dollars dans plusieurs régions de l'Alberta, notamment dans sa capitale Calgary. Certaines personnes meurent et d'autres sont portées disparues.

### Juillet 2013
- Samedi 6 juillet : vers 1 h 15, un train de 73 wagons-citernes transportant du pétrole brut et de 5 locomotives de la compagnie Montreal, Maine & Atlantic déraille dans le centre-ville de Lac-Mégantic au Québec. 47 personnes meurent dans cette tragédie. C'est la plus grande tragédie ferroviaire de l'histoire du Québec, et même du Canada.

### Août 2013
- 1er août : cinq élections partielles ont lieu en Ontario pour attribuer les sièges laissés vacants à la suite de démissions libérales. Les Néo-démocrates s'emparent de London-Ouest ainsi que de Windsor-Tecumseh, les Progressiste-conservateurs gagnent Etobicoke—Lakeshore, et les Libéraux gardent Ottawa-Sud et Scarborough—Guildwood.

- Du 2 au 17 août : les Jeux d'été du Canada se déroulent à Sherbrooke au Québec.
- 10 août : Championnats du monde de duathlon à Ottawa pour l'épreuve sénior élite.
- 29 août (jusqu'au 1er septembre) : Championnats du monde de paracyclisme sur route à Baie-Comeau

### Septembre 2013
- Du 5 au 15 septembre : 38e édition annuelle du Festival international du film de Toronto.

- Samedi 7 septembre, Nouvelle-Écosse : le premier ministre Darrell Dexter annonce des élections générales pour le 8 octobre.

- Mercredi 18 septembre : une collision entre un train et un autobus fait 6 morts et une trentaine de blessés à Ottawa en Ontario.

### Octobre 2013
- Mardi 8 octobre : élection générale en Nouvelle-Écosse. Les néo-écossais élisent un gouvernement libéral majoritaire dirigé par Stephen McNeil. Les conservateurs forment l'opposition officielle, et les néo-démocrates sont relégués au rang de tiers parti.

- Mardi 22 octobre : Stephen McNeil est assermenté premier ministre de la Nouvelle-Écosse, après sa victoire à l'élection générale.

- Lundi 28 octobre : élection générale territoriale au Nunavut.

### Novembre 2013
- 4 au 10 novembre : Défi mondial junior A au Centre Mariners à Yarmouth
- Mardi 5 novembre : les sénateurs Patrick Brazeau, Mike Duffy, et Pamela Wallin voient leurs salaires suspendus en raison des accusations de dépenses inappropriées qui pèsent sur eux dans le cadre du scandale des dépenses du Sénat (en).

- Mercredi 6 novembre : le député fédéral conservateur de Macleod Ted Menzies annonce son retrait de la vie politique.

- Vendredi 15 novembre : l'Assemblée législative du Nunavut choisi Peter Taptuna au poste de premier ministre, devenant la troisième personne à dirige ce territoire.

- Lundi 25 novembre : dans les quatre élections partielles fédérales, les conservateurs Ted Falk et Larry Maguire remportent l'élection partielle de Provencher et Brandon-Souris et les libéraux Emmanuel Dubourg et Chrystia Freeland remportent ceux de Bourassa et de Toronto-Centre.

- Samedi 30 novembre : l'Aéroport d'Edmonton City Centre (Blatchford Field) (en), le plus ancien terrain d'aviation du Canada ferme officiellement ses portes[4].

### Décembre 2013
- Vendredi 13 décembre : le député de Thunder Bay-Superior-Nord Bruce Hyer, qui avait quitté le NPD en 2012 pour siéger comme indépendant, décide de se joindre au Parti vert du Canada. Cela porte à deux le nombre de sièges du Parti vert au Parlement d'Ottawa. C'est une première dans l'histoire de ce parti[5] ;

- 20 au 23 décembre : verglas massif de décembre 2013 dans le nord-est de l'Amérique du Nord.

### À Surveiller
- Le Canada adhère à la Commission des Nations unies pour le droit commercial international
- Coupe du monde de marathon FINA de nage en eau libre au lac Saint-Jean et au lac Mégantic
- Championnat du monde de Scrabble classique à Rimouski.

## Décès en 2013

### Janvier
- mercredi 2 janvier : Wren Blair, entraîneur et dirigeant de hockey sur glace.
- jeudi 3 janvier : Ted Godwin (en), artiste.
- vendredi 4 janvier : Murray Henderson (en), gardien de but de hockey sur glace.
- mardi 8 janvier : Kenojuak Ashevak, artiste inuite.
- lundi 14 janvier : Conrad Bain, acteur.
- mercredi 16 janvier : Gérald Brisson, joueur de hockey sur glace.
- jeudi 24 janvier : Jim Wallwork, aviateur.
- vendredi 25 janvier : John Wood (en) : Kayakiste canadien, médaillé olympique.
- mercredi 30 janvier : Diane Marleau, femme politique, conseiller municipal à Sudbury et députée libérale de la circonscription fédérale de Sudbury.

### Mars
- vendredi 29 mars : Ralph Klein, premier ministre de l'Alberta.